# Catoblepia spintasus
Catoblepia spintasus är en fjärilsart som beskrevs av Hans Fruhstorfer 1917. Catoblepia spintasus ingår i släktet Catoblepia och familjen praktfjärilar. Inga underarter finns listade i Catalogue of Life.